# Eiseleia pichanalensis
Eiseleia pichanalensis is een vlinder uit de familie van de prachtvlinders (Riodinidae). De wetenschappelijke naam van de soort is voor het eerst geldig gepubliceerd in 1972 door Miller & Miller.